# Indoktrinacija
Indoktrinacija (iz latinskog: doctrina - "nauk") je proces usađivanja ideja, stavova, kognitivnih strategija ili profesionalne metodologije (vidi doktrina). Od obrazovanja (edukacije) obično se razlikuje po tome što se od indoktrinirane osobe očekuje da ne preispituje i da kritički ne analizira naučene dogme. Kao takav, izraz indoktrinacija može se upotrijebiti pogrdno, često u kontekstu edukacije, političkih stavova, teologije ili religijske dogme. Izraz indoktrinacija je povezan s izrazom socijalizacija; indoktrinacija uobičajeno ima negativnu konotaciju, dok se socijalizacija odnosi na kulturološko ili edukativno učenje.
Kao pogrdni izraz, indoktrinacija podrazumijeva prisiljavanje ljudi da se ponašaju i razmišljaju u skladu s određenom ideologijom. Neki sekularni kritičari vjeruju da sve religije indoktriniraju svoje sljedbenike, kao djecu, što se ističe kod religijskog ekstremizma. Sekte poput Scijentologije primjenjuju testove osobnosti i pritisak drugih sljebenika kako bi indoktrinirali nove članove. Neke religije održavaju ceremonije primanja za djecu od 13 godina i mlađu, poput Bar-mizve, krizme i japanskog Shichi-Go-Sana. U budizmu, dječake koji u hramovima pomažu redovnicima potiče se da slijede vjeru još dok su mladi. Kritičari religije, poput Richarda Dawkinsa, smatraju da su djeca religioznih roditelja često nepošteno indoktrinirana.

## Religijska indoktrinacija
Religijska indoktrinacija, što je izvorno značenje riječi indoktrinacija, odnosi se na usađivanje doktrine na autoritativan način. Većina religijskih grupa među objavljenim religijama nove članove uči principima religije; u religijama to se u današnje doba obično ne smatra indoktrinacijom, jednim dijelom zbog negativnih konotacija koje je ta riječ stekla. Religije s misticizmom zahtijevaju razdoblje indoktrinacije prije nego što se budućim članovima dopusti pristup ezoterijskoj materiji.
Kao pogrdni izraz, indoktrinacija podrazumijeva prisiljavanje ljudi da se ponašaju i razmišljaju u skladu s određenom ideologijom. Neki sekularni kritičari vjeruju da sve religije indoktriniraju svoje sljedbenike, kao djecu, što se ističe kod religijskog ekstremizma. 

## Vojna indoktrinacija
Inicijalna psihološka priprema vojnika tijekom treninga naziva se indoktrinacijom (ne u pogrdnom smislu).

## Poltička indoktrinacija tijekom postojanja SFRJ
Komunizam, kao i svaki totalitarizam, nije samo ideologija, nego i način razmišljanja i ponašanja.
U doba SFRJ ustavom SR Hrvatske utvrđeno je da je cilj odgoja i obrazovanja "stjecanje marksističkog pogleda na svijet".

## Primjeri za indoktrinaciju mladih osoba u totalitarnim režimima
- Hitlerjugend (hitlerova mladež) iz doba Njemačkog nacionalsocijalizma,
- Ustaška mladež iz doba NDH,
- Savez komunističke omladine Jugoslavije i Savez socijalističke omladine Hrvatske

Osobito se odnosi na propagandu. Oblik prezentacije informacija javnosti je s jedne strane pristran, a ukupno dostupne informacije su cenzurirane.  Izvještavanje o događajima koje nisu u skladu s ideologijom ostaju zadržane. Totalitarni Režim prijeti kažnjavanjem ako bi se takve informacije objavile.

## Kritika indoktrinacije
Noam Chomsky kaže, "Za one koji tvrdoglavo traže slobodu diljem svijeta, ne postoji hitniji zadatak od razumijevanja mehanizama funkcioniranja i provođenja indoktrinacije. Njih je lako uočiti u totalitarnim društvima, a mnogo teže u sustavu propagande kojemu smo podvrgnuti i u kojem prečesto služimo kao nevoljni ili nesvjesni instrumenti.